# Kampung Pandai Besi 'A'
Kampung Pandai Besi ‘A’ (dt.: „Schmiededorf ‘A’“) ist ein Kampung (Dorf) im Mukim Burong Pingai Ayer (Wasserstadt) in Brunei.
Die Verwaltungseinheit gehört zusammen mit dem benachbarten Kampung Pandai Besi 'B' zum Daerah Brunei-Muara und ist damit ein Teil der Hauptstadt Bandar Seri Begawan. 2016 hatte die Siedlung 161 Einwohner, sie hat die Postleitzahl BM1526.